# Sibylle (Jerusalem)

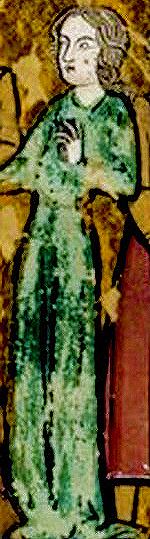
Sibylle in einer Darstellung des 13. Jahrhunderts

Sibylle von Jerusalem (* um 1160; † 25. Juli 1190 vor Akkon) aus dem Haus Château-Landon war die Tochter des Amalrich I., König von Jerusalem und der Agnes von Edessa. Sie war die Schwester des Königs Balduin IV. und wurde unter Aufsicht ihrer Großtante Ioveta im Kloster Bethanien erzogen.
Ihr Vater hatte 1171 den Grafen Stephan I. von Sancerre ins Heilige Land eingeladen, um ihn mit Sibylle zu verheiraten, aus unklaren Gründen scheiterte das Eheprojekt jedoch und Stephan kehrte unverheiratet nach Frankreich zurück.
Raimund III., Graf von Tripolis, der Regent für Balduin IV. während dessen Minderjährigkeit, arrangierte 1177 für Sibylle die Heirat mit Wilhelm von Montferrat. Wilhelm starb kurze Zeit später, als Sibylle mit dem späteren Balduin V. schwanger war.
Nach Wilhelms Tod schlugen Vertreter Flanderns vor, sie solle einen niederen Adligen aus dem Land heiraten, und 1179 trug ihr Balduin von Ramla, das Oberhaupt der mächtigen Ibelin, die Ehe an. Balduin IV. veranlasste jedoch, dass sie 1180 Guido von Lusignan heiratete, der erst vor kurzem ins Land gekommen war. In der Folge verlor Balduin so viel von der Unterstützung der alten Familien, dass er versuchte, die Ehe wieder aufzulösen. Guido widersetzte sich, da er bereits auf dem Weg war, mit Sibylles Hilfe die Kontrolle über das Reich zu erlangen. Im Versuch, Guidos Einfluss zurückzudrängen, übernahm Raimund III. 1183 nach dem Rücktritt des durch seine Lepraerkrankung behinderten Balduin IV. die Regentschaft für den minderjährigen Balduin V.
Balduin V. starb 1186, keine zehn Jahre alt. Sibylle, Guido und Rainald von Chatillon gelang es, das Zepter an sich zu reißen, bevor Raimund die Nachfolgefrage durch eine Beratung klären lassen konnte. Viele Adlige widersetzten sich diesem Angriff und verlangten bei der Krönung Sibylles die Scheidung von Guido. Sie stimmte zu, unter der Bedingung, dass sie sich einen neuen Ehemann aussuchen dürfe. Daraufhin heiratete sie Guido zum zweiten Mal, zum Missfallen des Adels, der diese Möglichkeit nicht in Erwägung gezogen hatte. Sibylle blieb Königin, Guido regierte aus ihrem Recht als König.
Während der Schlacht bei Hattin am 4. Juli 1187 wurde das Heer des Königreiches vernichtet und Guido geriet in Gefangenschaft, so dass Sibylle die Verteidigung Jerusalems bei Saladins Belagerung im September selbst leiten musste. Die Stadt kapitulierte am 2. Oktober, Sibylle erhielt freies Geleit nach Tripolis. Im Heerlager ihres Mannes, bei der Belagerung von Akkon, starben sie und ihre Tochter am 25. Juli 1190 bei einer Epidemie. Da Guido nur ihr Prinzgemahl war, ging die Krone nominell an ihre Schwester Isabella und 1192 auch an deren zweiten Ehemann Konrad von Montferrat über. Auf Vermittlung König Richards von England überließ Guido den beiden am 16. April 1192 die Krone.